# Kambregne-familien
Kambregne-familien (Blechnaceae) er en familie af bregner som tidligere blev placeret i ordenen Filicales. NU henregnes familien til Engelsød-ordenen (Polypodiales). 1 art vildtvoksende i Danmark.
| Slægter |

- Kambregne-slægten (Blechnum)
- Doodia
- Sadleria
- Lianbregne-slægten (Stenochlaena)
- Woodwardia

## Rødlistede arter
- Blechnum eburneum
- Blechnum monomorphum
- Blechnum sodiroi[2]